# قسمت‌های جنگ ستارگان (مرد خانواده)
قسمت‌های سه‌گانه جنگ ستارگان (مرد خانواده) شامل سه اپیزود ویژه می‌باشد که در آن، شخصیت‌های سریال مرد خانواده در نقش شخصیت‌های سری فیلم‌های جنگ ستارگان ظاهر می‌شوند.